# Spotlight
Spotlight (conocida en Hispanoamérica como En primera plana) es una película dramática estadounidense de 2015, ganadora del Óscar a la mejor película, dirigida por Thomas McCarthy y escrita por McCarthy y Josh Singer. El filme cuenta la historia de cómo la unidad de investigación del periódico The Boston Globe, llamada Spotlight —la más antigua en los Estados Unidos— desenmascaró un escándalo en el que la Iglesia católica de Massachusetts ocultó un número importante de abusos sexuales perpetrados por sacerdotes de Boston, y el Globe ganó el Premio Pulitzer en la sección servicio público de 2003. El reparto incluye a Mark Ruffalo, Rachel McAdams, Michael Keaton, Brian d'Arcy James, Liev Schreiber, John Slattery y Stanley Tucci.
Estuvo seleccionada para ser vista fuera de concurso en el Festival de Venecia, así como en el Festival de Telluride y en la Sección de Presentaciones Especiales del Festival Internacional de Cine de Toronto. La película tuvo su estreno por Open Road Films el 6 de noviembre de 2015. Nominada a seis Premios Óscar, de los cuales solo ganó dos, por mejor película y mejor guion original en la 88° ceremonia de entrega de los Óscar celebrada el 28 de febrero del 2016, convirtiéndola en la sexta película en la historia de los premios en conseguir solo dos estatuillas, incluso mejor película, como en El mayor espectáculo del mundo, más de sesenta años antes.

## Argumento
Narra la historia de cómo el equipo de reporteros de investigación del Boston Globe destapó los casos de pederastia que se llevaron a cabo durante décadas por curas católicos de Massachusetts y que la Archidiócesis de Boston intentó ocultar, sacudiendo a la Iglesia católica de los Estados Unidos.
En 2001, The Boston Globe contrata a un nuevo director, Martin Baron. Baron al poco de llegar, celebra una reunión con Walter "Robby" Robinson, el redactor-jefe del equipo de Spotlight, un pequeño grupo de periodistas de investigación que escriben artículos en los que emplean meses en investigar y publicar. Cuando Baron lee una columna de The Globe sobre el abogado Mitchell Garabedian, quien dice que el cardenal Bernard Law (el arzobispo de Boston) sabía que el sacerdote John Geoghan estaba abusando sexualmente de niños y no hizo nada para detenerlo, insta al equipo de Spotlight a investigar el tema. El periodista Michael Rezendes, miembro del equipo de Spotlight, contacta con Garabedian, que al inicio declina la entrevista. A pesar del rechazo, Rezendes se las ingenia para encontrarle y revela que él está en el equipo de Spotlight, para intentar persuadir a Garabedian para hablar.
Al inicio, el equipo cree que están siguiendo la historia de un sacerdote que cambia de destino varias veces, pero el equipo de Spotlight comienza a descubrir un patrón de tratamiento de los casos de sacerdotes católicos involucrados en abuso sexual de niños en Massachusetts (al dárseles una baja médica o trasladarlos de destino), y una cobertura en marcha por parte de la Archidiócesis de Boston. A través de un hombre que dirige una organización de víctimas de los abusos, amplían su búsqueda a trece sacerdotes. Más adelante el equipo se entera, a través de un ex sacerdote que trabaja en tratar de rehabilitar a sacerdotes pederastas, que según su experiencia el número de sacerdotes relacionados con abusos en Boston debe estar en torno a los noventa (6% de todos los sacerdotes). A través de sus investigaciones, el equipo desarrolla una lista de ochenta y siete nombres, y comienzan a encontrar a sus víctimas para confirmar sus sospechas. Cuando se producen los ataques del 11 de septiembre de 2001, el equipo se ve obligado a dar prioridad a la historia de los ataques y dejar de lado su investigación.
La investigación recupera impulso cuando Rezendes vuelve a contactar con Garabedian y él le informa de que hay documentos disponibles en asuntos judiciales describiendo casos y que confirman que el cardenal Law era consciente del problema y lo ignoró. Aunque Rezendes argumenta a gritos la necesidad de publicar la noticia de inmediato antes de que haya más víctimas y sobre todo, antes de que periódicos rivales conozcan la historia y lo publiquen, su jefe Robinson se mantiene firme para investigar más a fondo para que todo el sistema en este escándalo sea revelado por completo. Después de que The Boston Globe ganase de manera improbable un caso judicial de acceso a más documentos legales secretos que proporcionan más evidencias, el equipo de Spotlight, al fin, comenzó a escribir la historia, y a establecer un plan para publicar sus resultados a principios de 2002. 
Cuando están a punto de publicarlos, Robinson confiesa al equipo que le habían enviado una lista de 20 sacerdotes pedófilos ya en 1993 en una historia que se publicó cuando él trabajaba en la sección metro (asuntos locales) pero a la que no se le dio seguimiento. Baron, sin embargo, dice a Robinson y el equipo que el trabajo que están haciendo es importante, que no es momento de buscar culpables en el pasado y en cambio, lo que hay que hacer es concentrarse en que ahora todo salga perfecto. La historia aparece en el periódico con un enlace que conduce a los documentos en el sitio web del periódico y también con un número de teléfono de contacto con la redacción en caso necesario. Desde la mañana siguiente a la publicación, el equipo Spotlight queda inundado de llamadas telefónicas de víctimas que acceden a contar sus historias.
La película se cierra con la información de que el Cardenal Law es destinado a la Santa Sede en Roma y con una lista de lugares en los Estados Unidos y en todo el mundo en los que sacerdotes de la Iglesia Católica han estado involucrados en abusos sexuales. Entre los lugares de fuera de EE. UU. mencionados aparecen lugares de España, Colombia, Argentina, México, Chile, Perú, entre otros.

## Reparto

### Protagonistas
- Mark Ruffalo como Michael Rezendes, reportero del Boston Globe.[9][10]
- Rachel McAdams como Sacha Pfeiffer, reportera del Boston Globe.[9]
- Michael Keaton como Walter "Robby" Robinson, editor de Spotlight.[1]
- Brian d'Arcy James como Matt Carroll, reportero del Boston Globe.[11]
- John Slattery como Ben Bradlee Jr., editor del Boston Globe.[3]
- Liev Schreiber como Martin Baron, editor en jefe del Boston Globe.[1]

### Personajes adicionales
- Stanley Tucci como Mitchell Garabedian, abogado representante de víctimas de abuso sexual.[1]
- Gene Amoroso como Steve Kurkjian, reportero de Boston Globe.[12]
- Jamey Sheridan como Jim Sullivan, un abogado que representa a la Iglesia.[3][13]
- Billy Crudup como Eric MacLeish, un abogado que representa a las víctimas de abuso sexual por el clero de Boston.[1][13]
- Maureen Keiller como Eileen McNamara, columnista de The Boston Globe.[14]
- Richard Jenkins como Richard Sipe, psicoterapeuta (voz en el teléfono).
- Paul Guilfoyle como Peter Conley.
- Len Cariou como Cardenal Bernard Law.
- Neal Huff como Phil Saviano de la Red de Sobrevivientes de Abuso Sexual por Sacerdotes (SNAP por sus siglas en inglés).
- Michael Cyril Creighton como Joe Crowley.
- Laurie Heineman como Juez Constance Sweeney.

## Producción

### Desarrollo

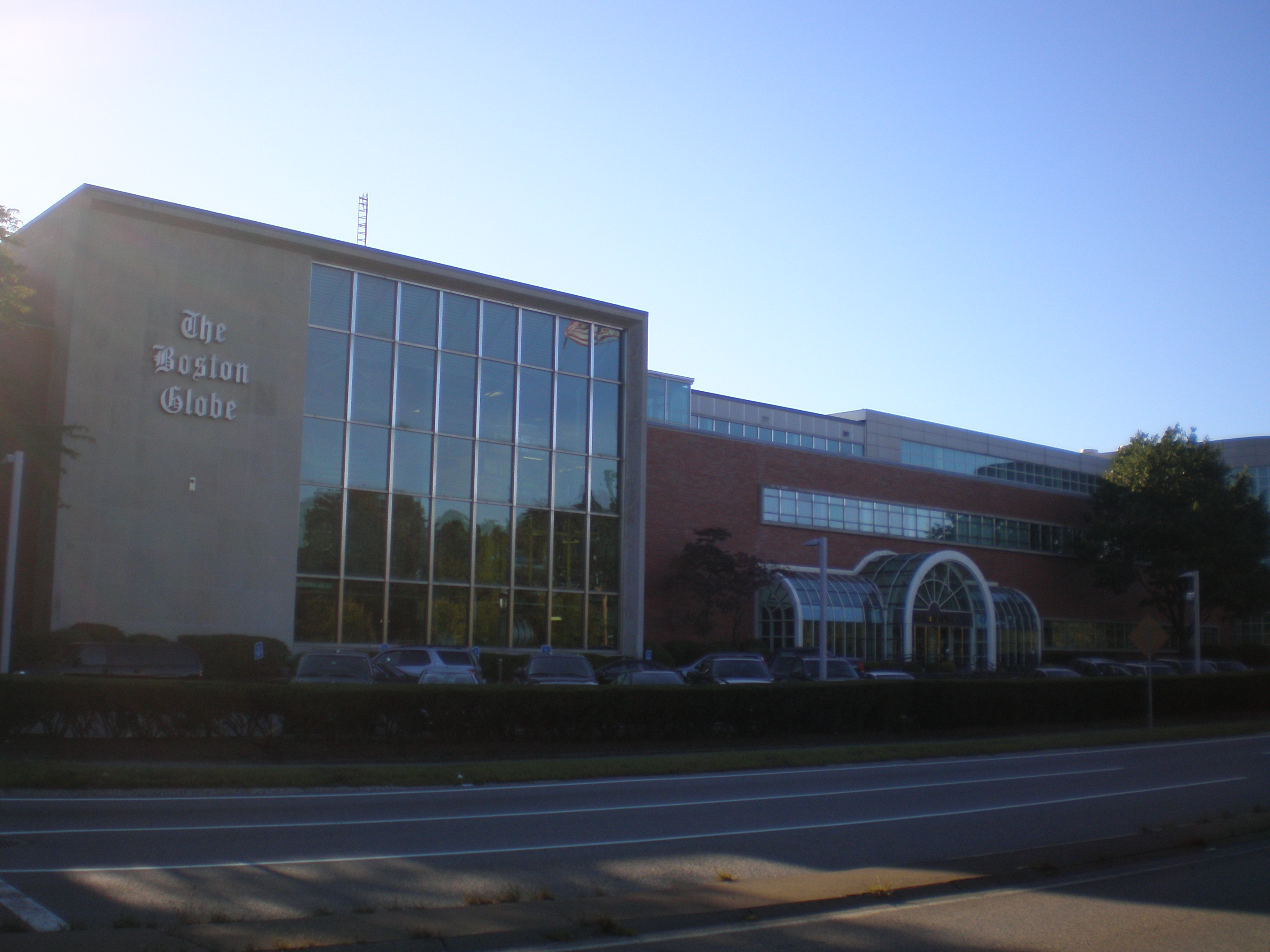
Sede de The Boston Globe

McCarthy y Singer terminaron el guion en junio de 2013. Estuvo en la lista de Black List de 2013, de guiones no producidos. Singer habló con Creative Screenwriting que uno de los objetivos de la película era poner a la luz el poder del periodismo, el cual siente que ha menguado. Él explicó: «Esta historia no es sobre la exposición de la Iglesia católica. No estábamos en una misión para sacudir la fe de la gente. De hecho, Tom provenía de una familia católica. El motivo era contar la historia con precisión mientras que muestra el poder de la sala de redacción, algo que ha desaparecido en gran medida en la actualidad. Esta historia es importante. El periodismo es importante, y hay un mensaje más profundo en la historia».

### Rodaje
El rodaje comenzó el 24 de septiembre de 2014 en Boston (Massachusetts) y en octubre en Hamilton, Ontario. El rodaje se realizó en el Fenway Park, las oficinas de Boston Globe en Dorchester, Massachusetts, la Biblioteca Pública de Boston y la Universidad de McMaster en Hamilton, Ontario. El montador de la película, Tom McArdle, dijo sobre el proceso de posproducción: «Montamos durante ocho meses. Solo queríamos ir mejorando la película. Recortamos cinco escenas, más algunos segmentos de otras escenas. A menudo cortaba una línea o dos para hacer una escena un poco más fuerte».

## Estreno
La película se estrenó «con un aplauso sostenido» en el Festival de Cine de Venecia y el público «estalló en risas» cuando la película informó de que, tras los acontecimientos de la película, el cardenal Bernard Law fue reasignado a un puesto de alto nivel de honor en Roma. La película fue estrenada el 6 de noviembre de 2015 en cines selectos, siendo Open Road Films la distribuidora. Se estrenó en el resto de cines el 25 de noviembre de 2015.

## Recepción

### En taquillas
El 28 de febrero de 2016, Spotlight recaudó $39,2 millones en América del Norte y $22,6 millones en otros territorios, por todo el mundo un total de $61,8 millones, frente a un presupuesto de $20 millones.
En el primer fin de semana de su estreno limitado, la película recaudó $295.009 a partir de cinco cines ($ 59.002 promedio), uno de los más altos promedios por pantalla de cualquier estreno de 2015. La película recaudó $4,5 millones de dólares en el primer fin de semana durante su estreno más extenso, terminando octava en la taquilla.

### Recepción crítica
En Rotten Tomatoes la película tiene una calificación de 97%, basado en 381 comentarios, con una calificación promedio de 8,8/10. El consenso crítico del sitio dice: «Spotlight maneja con gracia los detalles escabrosos de su historia basada en hechos reales mientras que resiste la tentación de agasajar a sus héroes, lo que resulta en un drama que hace honor a la audiencia, así como sus temas de la vida real». En Metacritic, la película tiene una puntuación de 93 sobre 100, basado en 45 críticos, lo que indica «aclamación universal». De Variety, Justin Chang llamó a la película «una historia magníficamente controlada y detallada de la investigación ganadora del premio Pulitzer del Boston Globe en los escándalos de pedofilia generalizadas y posterior encubrimiento dentro de la Iglesia Católica».
En el Festival de Toronto de 2015, Spotlight terminó en tercer lugar en la votación de la audiencia para el Premio del Público.

### Reacciones de la Iglesia católica
Radio Vaticano, el servicio de radio de la Santa Sede, la calificó como «honesta» y «convincente» y dijo que ayudó a la Iglesia católica en los Estados Unidos «a aceptar plenamente el pecado, admitirlo en público, y pagar todas las consecuencias». Luca Pellegrini, en el sitio web de Radio Vaticano, escribió que los reporteros del Globe «dieron ejemplo de su vocación más pura, la de encontrar los hechos, la verificación de las fuentes, y haciendo ellos mismos, por el bien de la comunidad y de una ciudad, de paladines de una necesidad de justicia.» Además, el obispo de Los Ángeles, Robert Barron, comentó en una entrevista que la película era importante para ayudar a reconocer que la Iglesia católica era responsable de estos hechos. En febrero de 2016, una comisión de la Ciudad del Vaticano sobre el abuso sexual clerical asistió a una proyección privada de la película.

### Crítica
El 8 de enero de 2016, un artículo en The New York Times citó a un detractor de la película que dijo que Spotlight  «es una tergiversación de cómo la Iglesia trata los casos de abuso sexual», afirmando que el mayor defecto de la película era su incapacidad para representar a los psicólogos que tenían funcionarios de la iglesia y aseguró que los sacerdotes abusadores podrían ser devueltos de forma segura al ministerio después de someterse a tratamientos de terapia. Open Road Films refutó el detractor, diciendo que estaba «perpetuando un mito con el fin de distraer la atención de historias reales de abuso».

### Controversia sobre la interpretación de Jack Dunn
La película fue atacada por Jack Dunn (interpretado por Gary Galone en la película), miembro de la Junta del Boston College High School y su jefe de relaciones públicas, porque lo señala como indiferente al escándalo. Después de ver la película, Dunn dijo que en realidad estuvo de inmediato al tanto de las cuestiones implicadas y trabajó para responder. Dos de los reporteros de Globe representados en la película, Walter Robinson y Sacha Pfeiffer, emitieron un comunicado en respuesta a Dunn, con sus recuerdos sobre aquel día bastante frescos, y dijeron que «la escena representa un intercambio relativamente común entre unos periodistas que tienen preguntas desagradables que hacer y un experto en relaciones públicas que hace todo lo posible por enmarcar la historia de la manera más favorable posible para la institución que representa. Eso es lo que Jack hizo ese día». Dijeron que la escena representa la "enérgica defensa del relaciones públicas del Boston College High School durante nuestra primera entrevista en la escuela a principios de 2002».

### Listas de diez mejores películas de 2015 de críticos
Spotlight ha sido incluida entre las diez mejores películas de 2015 por parte de muchos críticos.
- 1ª - Bill Goodykoontz, Arizona Republic
- 1ª - Christopher Orr, The Atlantic
- 1ª - Chris Nashawaty, Entertainment Weekly
- 1ª - Kate Erbland, Indiewire
- 1ª - Peter Travers, Rolling Stone
- 1ª - Kiko Martinez, San Antonio Current
- 1ª - Stephanie Zacharek, Time
- 1ª - Ann Hornaday, Washington Post
- 1ª - Yahoo Movies
- 1ª - Rex Reed, New York Observer[40]
- 2ª - Alynda Wheat, People
- 2ª - TV Guide
- 3ª - A. O. Scott, The New York Times
- 3ª - Stephen Holden, The New York Times
- 3ª - Jeff Baker, The Oregonian
- 3ª - Richard Lawson, Vanity Fair
- 3ª - Inkoo Kang, TheWrap
- 4ª - Liz Shannon Miller, Indiewire
- 5ª - Mick LaSalle, San Francisco Chronicle
- 6ª - Joshua Rothkopf, Time Out
- 6ª - David Edelstein, Vulture
- 7ª - Film Comment (encuesta de críticos)
- 7ª - Nick Schager, Village Voice
- 7ª - Sam Weisberg, Village Voice
- 8ª - The Playlist
- 8ª - John Powers, Vogue
- 9ª - Ben Travers, Indiewire
- 9ª - Alonso Duralde, TheWrap
- Top 10 (ordenado alfabéticamente) – Dana Harris , Indiewire
- Top 10 (ordenado alfabéticamente) – Kenneth Turan, Los Angeles Times
- Top 10 (ordenado alfabéticamente) – American Film Institute
- Top 10 (ordenado alfabéticamente) – Steven Rea, Philadelphia Inquirer
- Top 10 (ordenado alfabéticamente) – Dana Stevens, Slate
- Top 10 (ordenado alfabéticamente) – National Board of Review

## Lanzamiento
| Fechas de estreno (Fuente: IMDb) | |                | |
| País                             | Fecha de estreno                                                                                           | País           | Fecha de estreno |
| Italia                           | 3 de septiembre de 2015 (Festival de Venecia) 18 de febrero de 2016 (Estreno nacional)                     | Estados Unidos | 5 de septiembre de 2015 (Festival de Cine de Telluride) 8 de octubre de 2015 (Festival de Cine Mill Valley) 10 de octubre de 2015 (Festival Internacional de Cine de Hamptons) 24 de octubre de 2015 (Festival de Cine de Middleburg) 6 de noviembre de 2015 (limitado en Estados Unidos) 25 de noviembre de 2015 (Estreno nacional) |
| Canadá                           | 14 de septiembre de 2015 (Festival Internacional de Cine de Toronto) 13 de noviembre de 2015 (limitado)    | Suiza          | 28 de septiembre de 2015 (Festival de Cine de Zúrich) |
| Australia                        | 17 de octubre de 2015 (Festival de Cine de Adelaide) 28 de enero de 2016 (Estreno nacional)                | Austria        | 24 de octubre de 2015 (Festival Internacional de Cine de Vienna) |
| Brasil                           | 7 de enero de 2016                                                                                         | Tailandia      | 14 de enero de 2016 |
| México                           | 15 de enero de 2016                                                                                        | Israel         | 21 de enero de 2016 |
| Singapur                         | 21 de enero de 2016                                                                                        | Francia        | 27 de enero de 2016 |
| Países Bajos                     | 28 de enero de 2016                                                                                        | Portugal       | 28 de enero de 2016 |
| Uruguay                          | 28 de enero de 2016                                                                                        | España         | 29 de enero de 2016 |
| Finlandia                        | 29 de enero de 2016                                                                                        | Reino Unido    | 29 de enero de 2016 |
| Irlanda                          | 29 de enero de 2016                                                                                        | Islandia       | 29 de enero de 2016 |
| Bélgica                          | 3 de febrero de 2016                                                                                       | Polonia        | 5 de febrero de 2016 |
| Suecia                           | 5 de febrero de 2016 (Festival Internacional de Cine de Göteborg) 12 de febrero de 2016 (Estreno nacional) | Sudáfrica      | 5 de febrero de 2016 |
| Filipinas                        | 10 de febrero de 2016                                                                                      | Argentina      | 11 de febrero de 2016 |
| Chile                            | 11 de febrero de 2016                                                                                      | Rusia          | 11 de febrero de 2016 |
| Indonesia                        | 17 de febrero de 2016                                                                                      | Hong Kong      | 18 de febrero de 2016 |
| Croacia                          | 18 de febrero de 2016                                                                                      | Hungría        | 18 de febrero de 2016 |
| Bulgaria                         | 19 de febrero de 2016                                                                                      | Estonia        | 19 de febrero de 2016 |
| India                            | 19 de febrero de 2016                                                                                      | Lituania       | 19 de febrero de 2016 |
| Taiwán                           | 19 de febrero de 2016                                                                                      | Venezuela      | 19 de febrero de 2016 |
| Corea del Sur                    | 24 de febrero de 2016                                                                                      | Alemania       | 25 de febrero de 2016 |
| Dinamarca                        | 25 de febrero de 2016                                                                                      | Grecia         | 25 de febrero de 2016 |
| Letonia                          | 26 de febrero de 2016                                                                                      | Rumania        | 26 de febrero de 2016 |
| Serbia                           | 1 de marzo de 2016 (Festival de Cine de Belgrade) 3 de marzo de 2016 (Estreno nacional)                    | Noruega        | 8 de marzo de 2016 (Festival Internacional de Cine de Kosmorama Trondheim) 11 de marzo de 2016 |
| Macedonia del Norte              | 10 de marzo de 2016                                                                                        | Camboya        | 8 de abril de 2016 |
| Japón                            | 15 de abril de 2016                                                                                        |                | |

## Reconocimientos
Spotlight ha sido aclamada por la crítica y se ha incluido en muchas listas de críticos como una de las diez mejores películas de 2015. La película ha recibido más de 100 premios y nominaciones de críticos de la industria. El American Film Institute seleccionó Spotlight como una de las diez mejores películas del año. La película recibió tres nominaciones a los Globos de Oro, incluyendo Mejor película - Drama, Mejor director para Thomas McCarthy y Mejor guion para Thomas McCarthy & Josh Singer. Consiguió cinco nominaciones a los Premios Independent Spirit, incluyendo, mejor película, mejor director para Tom McCarthy, mejor guion para Thomas McCarthy & Josh Singer, mejor montaje para Tom McArdle y al mejor reparto, en donde ganó en las cinco categorías. Rachel McAdams y el reparto completo para los Premios del Sindicato de Actores, ganando en esta última a Mejor reparto.
En los premios de la Academia (conocidos como Premios Óscar) la película recibió seis nominaciones: Mejor película, Mejor director para Tom McCarthy, Mejor actor de reparto para Mark Ruffalo, Mejor actriz de reparto para Rachel McAdams, Mejor guion original para Tom McCarthy y Josh Singer & Mejor montaje para Tom McArdle. Ganó dos premios por Mejor película y Mejor guion original. Es la primera película en ganar menos de tres premios de la Academia incluyendo Mejor Película desde que El mayor espectáculo del mundo lo hiciera por última vez en 1953. Con $39,2 millones, es la segunda película que menos ingresos domésticos obtuvo que ganó a la Mejor Película (siendo la primera The Hurt Locker con $17 millones).